# Cantó de Brumath
El cantó de Brumath (alsacià Kanton Bröömt) és una divisió administrativa francesa situat al departament del Baix Rin i a la regió del Gran Est. Des del 2015 tés 22 municipis i el cap és Brumath.

## Municipis
- Bernolsheim
- Bietlenheim
- Bilwisheim
- Brumath
- Donnenheim
- Eckwersheim
- Gambsheim
- Geudertheim
- Gries
- Hœrdt
- Kilstett
- Krautwiller
- Kriegsheim
- Kurtzenhouse
- Mittelschaeffolsheim
- Mommenheim
- Olwisheim
- Rottelsheim
- Vendenheim
- La Wantzenau
- Weitbruch
- Weyersheim

## Història
| Data d'elecció | Identitat         | Partit       | Qualitat |
| -------------- | ----------------- | ------------ | -------- |
| 2001-          | Bernard Schreiner | UMP i aliats |          |

## Demografia
| 1792   | 1851   | 1905   | 1936   | 1968   | 1990   | 1999   |
| ------ | ------ | ------ | ------ | ------ | ------ | ------ |
| 15 000 | 23 302 | 25 731 | 27 462 | 32 820 | 40 345 | 45 038 |